# Alexander Jungbluth
Alexander Jungbluth (ur. 7 lutego 1987 w Würselen) – niemiecki polityk i ekonomista, działacz Alternatywy dla Niemiec, deputowany do Parlamentu Europejskiego X kadencji.

## Życiorys
Ukończył studia ekonomiczne, kształcił się na Uniwersytecie Fryderyka Wilhelma w Bonn. Należał do korporacji studenckiej „Raczeks”. Pracował jako ekonomista, później we frakcji Alternatywy dla Niemiec w Bundestagu. Od 2013 działał w młodzieżówce Junge Alternative für Deutschland, objął funkcję jej przewodniczącego w Nadrenii-Palatynacie. Stanął na czele struktur Alternatywy dla Niemiec w powiecie Mainz-Bingen. W 2021 kandydował bez powodzenia do landtagu Nadrenii-Palatynatu. W 2024 został wybrany do Europarlamentu X kadencji.  W tym samym roku został też wiceprzewodniczącym europejskiej partii politycznej Europa Suwerennych Narodów.